# Progestagen
Els progestàgens (o gestàgens) són un grup d'hormones esteroides que poden produir efectes similars als de la progesterona. Tots els progestàgens es caracteritzen pel seu esquelet bàsic de carboni 21, anomenat un esquelet pregnana (C21). De la mateixa manera, els estrògens tenen un esquelet estrana (C18) i els andrògens, un esquelet andrana (C19).
Els progestàgens s'anomenen així per la seva funció de mantenir l'embaràs (pro gestacional), encara que també estan presents en altres fases del cicle estral i menstrual. Encara que la classe d'hormones progestàgens inclou tots els esteroides amb un esquelet pregnana, les hormones exògenes o sintètiques són generalment anomenades progestins.